# NGC 2117
NGC 2117 је расејано звездано јато у сазвежђу Златна риба које се налази на NGC листи објеката дубоког неба.
Деклинација објекта је - 67° 27' 1" а ректасцензија 5h 47m 46,0s. Привидна величина (магнитуда) објекта NGC 2117 износи 12,7 а фотографска магнитуда 12,0. NGC 2117 је још познат и под ознакама ESO 86-SC33.